# Melanargia nigrionereus
Melanargia nigrionereus är en fjärilsart som beskrevs av Ruggero Verity 1935. Melanargia nigrionereus ingår i släktet Melanargia och familjen praktfjärilar. Inga underarter finns listade i Catalogue of Life.